# Sandgrasheiden am Elgersheimer Hof
Die Sandgrasheiden am Elgersheimer Hof sind ein Naturschutzgebiet auf der Gemarkung des Volkacher Gemeindeteils Fahr im unterfränkischen Landkreis Kitzingen.

## Lage
Das Gebiet liegt im Süden der Fahrer Gemarkung zwischen dem Dorf Fahr und der Einöde Elgersheim mit dem Elgersheimer Hof. Es besteht aus zwei Teilen südlich der Straße Am Sportplatz. Der westliche Teil liegt zwischen Feldern und den Wiesen am Main, der östliche Bereich ist von Wäldern umgeben.

## Beschreibung
Im Jahr 1986 wurde das Naturdenkmal Flugsande bei Fahr zum Schutzgebiet umgewandelt. Am 1. Dezember 1999 erweiterte man das Naturschutzgebiet, so dass zwei Teilbereiche von etwa 1,8 und 1,5 Hektar Fläche entstanden. Das Areal ist ein ausgewiesenes Naturschutzgebiet mit der Katasternummer NSG-00285.01. Es ist Bestandteil des Natura-2000-Netzwerkes und als Teil des Schutzgebietes DE6027471, Maintal zwischen Schweinfurt und Dettelbach eingetragen. Außerdem wurde das Areal als Vogelschutzgebiet und Flora-Fauna-Habitat registriert.
Zweck des Naturschutzgebietes ist die Erhaltung der europaweit gefährdeten Pflanzenart Silberscharte (Jurinea cyanoides). Außerdem ist das Areal ein Reliktstandort der Sandgrasheiden mit einigen seltenen Blütenpflanzen, Moosen, Pilzen und verschiedenen Flechtenarten.